# Citroën C5
La Citroën C5 è un'autovettura di segmento D prodotta in due generazioni dal 2000 al 2017 dalla casa automobilistica francese Citroën con carrozzeria berlina e familiare e motori benzina e diesel.
Dopo 17 anni di carriera, la C5 (giunta alla sua seconda serie) abbandona il mercato europeo nel 2017, ma in Cina rimane a listino e sempre nel 2017 è anche stata aggiornata profondamente. La produzione per il mercato cinese termina nel 2021 in vista del lancio della C5 X, che sostituirà la C5 non solo nel mercato cinese, ma anche nel Vecchio Continente.

## Prima serie (2000-2008)

### Genesi
Il progetto X4, volto alla realizzazione di quella che sarebbe stata l'erede della Citroën Xantia, cominciò attorno alla metà degli anni novanta. Il nuovo modello doveva riunire le soluzioni innovative del modello uscente a una linea più moderna, con un abitacolo spazioso e nuovi contenuti, in modo da stare al passo con una concorrenza spietata.
Per quanto riguarda il corpo vettura, si scelse di mantenere la stessa impostazione a due volumi e mezzo, una soluzione d'azzardo, che non in tutti i mercati tende a riscuotere un gran successo, ma nella quale la Casa francese ha sempre creduto.
Nel 1998, i primi prototipi furono sorpresi a circolare su strada per i rituali collaudi. Nei programmi iniziali della Casa vi era anche una variante "simil-SUV", con passaruota in plastica grezza e altezza da terra maggiorata. Ma alla fine il progetto fu scartato e si decise di rimanere con le classiche due varianti (berlina e break) nei piani dei vertici Citroën. Alla stampa specializzata non apparve chiaro per molto tempo quale sarebbe stata la denominazione ufficiale del nuovo modello: la Casa francese non lo rivelò se non all'ultimo momento.

### Debutto
Il progetto si protrasse ancora per circa un anno e mezzo, e la vettura definitiva fu ultimata solo nel 2000: il suo debutto avvenne al Salone dell'automobile di Parigi di quell'anno. Su una piattaforma circolare, scelta per la presentazione della nuova vettura, l'erede della Xantia cominciò ad attirare i primi sguardi e venne finalmente divulgata la nuova denominazione: C5, una semplice sigla che legò passato e futuro: se da una parte, si voleva richiamare i criteri di denominazione delle Citroën degli anni venti, dall'altra si avrebbe dato origine a tutta un'intera gamma di modelli della Casa francese caratterizzati da questo nuovo criterio di denominazione: una C e una cifra numerica, più o meno alta a seconda della fascia di mercato del modello stesso. Per l'assemblaggio, fu scelto lo stabilimento di Rennes.
Inizialmente proposta solo in versione berlina a 5 porte, la C5 non andò semplicemente a sostituire la Xantia, ma in piccola parte anche la più grande XM, oramai decisamente datata e in procinto di uscire di produzione. In ogni caso, alcune versioni della Xantia berlina rimasero in listino ancora per qualche tempo, e inoltre, diverse versioni della Xantia Break continuarono a essere commercializzate per un periodo variabile tra un anno e due anni, a seconda del mercato di destinazione, in attesa della nuova station wagon ricavata sulla base della C5.

### Design e interni
Rispetto alla Xantia, dalle linee più tese e aggressive, la C5 nel suo stile privilegiava l'eleganza. Possedeva infatti una linea più imponente e "importante"; inizialmente la C5 venne proposta come berlina, la cui sigla di progetto iniziale era per la precisione X40 (la station wagon era invece indicata dalla sigla X41).
Rispetto alla Xantia, la C5 appariva anche più moderna, ma anche meno convincente nella linea, troppo anonima nella vista laterale, pur rimanendo nel complesso abbastanza ben proporzionata e raccordata. Il corpo vettura manteneva la classica configurazione a due volumi e mezzo. Frontalmente spiccavano i due fari a goccia e la calandra divisa orizzontalmente in due da un unico listello cromato, con al centro lo stemma della Casa. La fiancata, come già accennato, è la parte che destava maggiori perplessità, a causa della linea di cintura particolarmente alta, la quale, unita alla coda tronca, rendeva fin troppo imponente e quasi pesante il corpo vettura, sicuramente meno filante rispetto alla linea della precedente Xantia. In coda spiccavano i fari tagliati a mezzaluna dal portellone del vano bagagli.
L'abitacolo della C5 prima serie appariva invece più convincente, grazie all'efficace lavoro dei designer della Casa, che hanno ricreato quasi perfettamente un ambiente tipico di un'ammiraglia, piuttosto che di una vettura del segmento D qual era la C5. L'originale disegno della plancia era in pratica costituito da due archi che si incrociavano nel mezzo, e la cui area di intersezione era riservata alle bocchette di aerazione centrali. Sopra i primi due archi ve ne era un terzo, più piccolo, che fungeva da palpebra di protezione per lo schermo a colori che forniva le informazioni relative al navigatore satellitare o all'impianto hi-fi. La strumentazione del cruscotto era decisamente completa e comprendeva, oltre ai soliti contagiri e tachimetro, anche il termometro di acqua e olio, il voltmetro e l'indicatore di carburante. La console centrale era costituita in pratica da un pannello di forma arrotondata inglobata in un pannello più grande a forma trapezoidale. Qui trovavano posto i comandi relativi all'impianto hi-fi e a quello di climatizzazione. Il generoso passo della C5 prima serie permetteva un'abitabilità tra le migliori della categoria, sia anteriormente, sia soprattutto posteriormente. Generoso anche il bagagliaio, la cui forma regolare permetteva di stivare bagagli per una capacità massima di 456 litri in configurazione normale, ma che potevano essere ampliati fino a 1.310 litri abbattendo lo schienale posteriore.

### Struttura e meccanica
La C5 era nata da un progetto completamente nuovo. Erano quindi inediti il pianale e la scocca: il primo, pur essendo quasi del tutto piatto, offriva una maggior rigidità strutturale rispetto alla Xantia. Quanto alla scocca, è stato fatto uso di lamierati in acciaio di spessore differente, ma anche di lamierati in alluminio.
Uno degli elementi che cattura l'attenzione era però il sistema di sospensioni Hydractive III a controllo elettronico. Tale sistema, che viene considerato evoluzione dei precedenti sistemi Idrattiva e Idrattiva 2 montati rispettivamente sulla XM e sulla Xantia, è in realtà nato riprogettando in profondità molti degli elementi che costituivano i precedenti due sistemi. Nel sistema Idrattiva 3, infatti, era previsto un più massiccio intervento della gestione elettronica, poiché alla precedente centralina elettronica erano stati integrati un generatore di pressione idraulica e un motorino elettrico. In sostanza, il nuovo sistema permetteva alla vettura di abbassare l'assetto a velocità elevate su fondo pianeggiante (per la precisione, quando si superavano i 110 km/h). Analogamente, su fondo dissestato e a velocità inferiori a 70 orari, l'assetto veniva rialzato di 13 mm. Era comunque possibile regolare l'altezza da terra anche manualmente per affrontare ostacoli particolari (per esempio le rampe di ingresso e uscita per i box o per i parcheggi su più livelli). Il circuito idraulico della C5 prima serie era in realtà più semplificato rispetto al passato, a tal punto da divenire esclusivo del sistema di sospensioni. Lo sterzo e il circuito frenante erano dotati quindi di sistemi idraulici separati. Sistema Hydractive III a parte, l'architettura delle sospensioni prevedeva per l'avantreno il classico sistema MacPherson con triangoli inferiori, mentre per il retrotreno veniva impiegata una traversa in alluminio con bracci longitudinali in ghisa.
I freni erano a disco sulle quattro ruote: anteriormente si impiegavano dischi autoventilanti da 288 mm, mentre posteriormente erano previsti dischi pieni da 276 mm. Lo sterzo era oramai immancabilmente a cremagliera e servoassistito.

### Motorizzazioni
Al suo debutto, la C5 prima serie era prevista nelle seguenti motorizzazioni:
- 2.0 16v: era il classico 2 litri bialbero EW da 1997 cm³ e da 136 CV;
- 2.0 16v HPi: una novità interessante, che differiva dal precedente per l'alimentazione a iniezione diretta, con potenza massima di 140 CV;
- 3.0 V6 24v: unico motore V6 della gamma, era il noto ES da 2946 cm³ in grado di erogare 207 CV;
- 2.0 HDi: la meno performante tra le motorizzazioni diesel (e dell'intera gamma), era il DW10 da 1997 cm³, un turbodiesel common rail da 109 CV di potenza massima;
- 2.2 HDi: l'altra versione turbodiesel common rail era un motore DW12 da 2179 cm³ e 136 CV di potenza massima.

Tutte le motorizzazioni erano accoppiate a un cambio manuale a 5 marce. A richiesta era possibile avere un cambio automatico a 4 rapporti, non disponibile unicamente per il 2 litri benzina HPi.

### Allestimenti e dotazione
Gli allestimenti previsti al debutto del modello erano due: SX ed Exclusive. L'equipaggiamento di serie per tutta la gamma includeva ABS, airbag frontali per passeggero e guidatore, nonché quelli laterali, poggiatesta posteriori, autoradio, climatizzatore e sospensioni Idrattiva 3. L'intera gamma è quindi piuttosto completa già di per sé, ma a seconda del livello di allestimento e della motorizzazione scelta si potevano avere anche sensibili differenze. Più in dettaglio, quindi, i due livelli di allestimento previsti al debutto possono essere così descritti:
- SX: previsto per il motore 2.0 16v da 136 CV e per i due motori a gasolio, comprendeva tutto quanto già elencato, più i fendinebbia, assenti invece nel livello di allestimento più ricco data la presenza di fari allo xenon. La 2.2 HDi SX prevedeva inoltre i cerchi in lega, il controllo di trazione e il cruise control;
- Exclusive: previsto per tutte le motorizzazioni ad eccezione del 2 litri turbodiesel, questo livello di allestimento comprendeva quanto già presente nel livello meno ricco, con in più altri accessori quali l'antifurto, i cerchi in lega, gli interni rivestiti in alcantara o in pelle, i fari allo xenon, i lavatergifari e i sedili regolabili elettricamente. Sempre restando nell'allestimento Exclusive, vi erano poi alcune differenze da una motorizzazione all'altra, per esempio, nella 2.0 benzina a iniezione indiretta non erano previsti, neppure a pagamento, il controllo di trazione e il cruise control.

La lista optional, invece, prevedeva prima di tutto il navigatore satellitare, il tetto apribile e la vernice metallizzata ottenibile a richiesta su tutta la gamma. Ed ancora, i cerchi in lega potevano essere ottenuti sul 2 litri benzina SX (non HPi) e sul 2 litri HDi. Per quest'ultima motorizzazione, era possibile avere su richiesta anche il cruise control e il controllo di trazione. Le versioni SX, inoltre, prevedevano tra gli optional anche gli interni in pelle o alcantara e i sedili regolabili elettricamente, mentre per la sola 2.2 HDi SX era possibile avere a pagamento il tergilavafari.

### Evoluzione

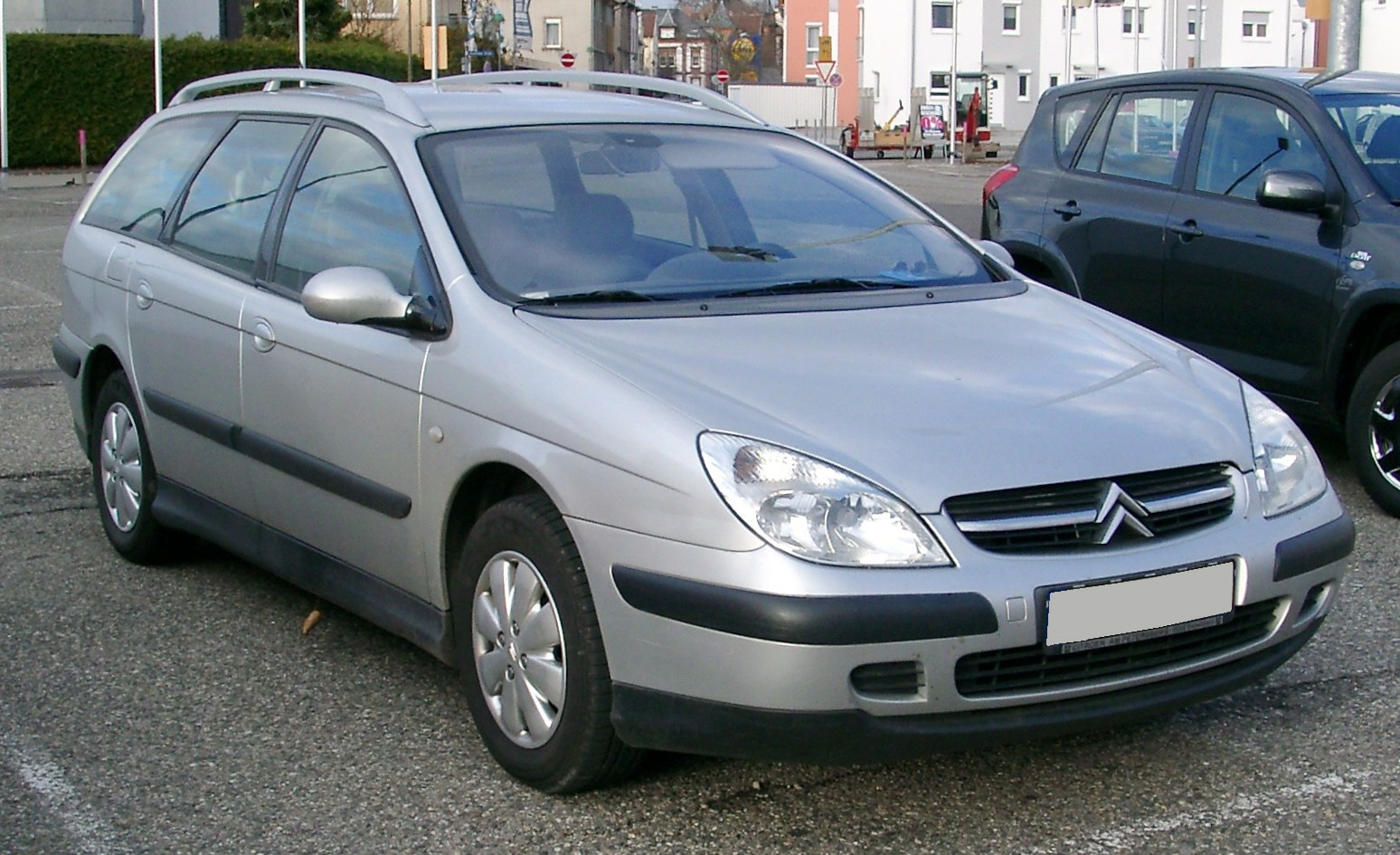
Una C5 Break prima serie pre-restyling

La produzione della C5 prima serie fu avviata nella seconda parte del 2000, poco prima della presentazione ufficiale. In molti mercati europei, tra cui quello italiano, la commercializzazione non sarebbe stata avviata che nella primavera seguente. Per questi motivi, la C5 prima serie sarebbe apparsa nei listini italiani solo nel 2001. Sempre nel corso del 2001, venne introdotta la versione Break, disponibile nelle stesse motorizzazioni della berlina e dotata di un vano bagagli ai vertici della categoria, la cui soglia di carico era oltretutto ad altezza regolabile mediante un apposito comando che agiva sulle sospensioni idrauliche posteriori; in coda, la giardinetta era caratterizzata dai particolari gruppi ottici a sviluppo verticale, sottili e che si estendevano per tutta l'altezza della coda. Alla fine dello stesso anno, la gamma si ampliò con l'arrivo del motore 1.8 16v da 117 CV, che completò la scelta verso il basso.
Nel 2003, la versione 2.0 benzina HPi venne tolta dal listino. Nello stesso anno vennero introdotti nuovi livelli di allestimento. Il livello Exclusive rimase invariato, ma al di sotto ve ne furono due nuovi, denominati Classique (solo per la 1.8 16v) ed Elegance (per 1.8 16v e 2.0 16v). Inoltre, un ulteriore livello di allestimento denominato Chrono venne reso disponibile per le motorizzazioni a gasolio.

Nel 2004 si ebbe il restyling di mezza età: prima di tutto cambiarono i gruppi ottici, più aggressivi e a forma di "L", sia anteriormente sia posteriormente. La Break, però, vide i gruppi ottici posteriori rimanere invariati. Nell'abitacolo venne introdotta una nuova consolle centrale, simile a quella prevista per la "cugina" 407, mentre l'equipaggiamento di serie si arricchì con l'arrivo dell'ESP e dei fari orientabili, una "chicca" che faceva molto DS. 

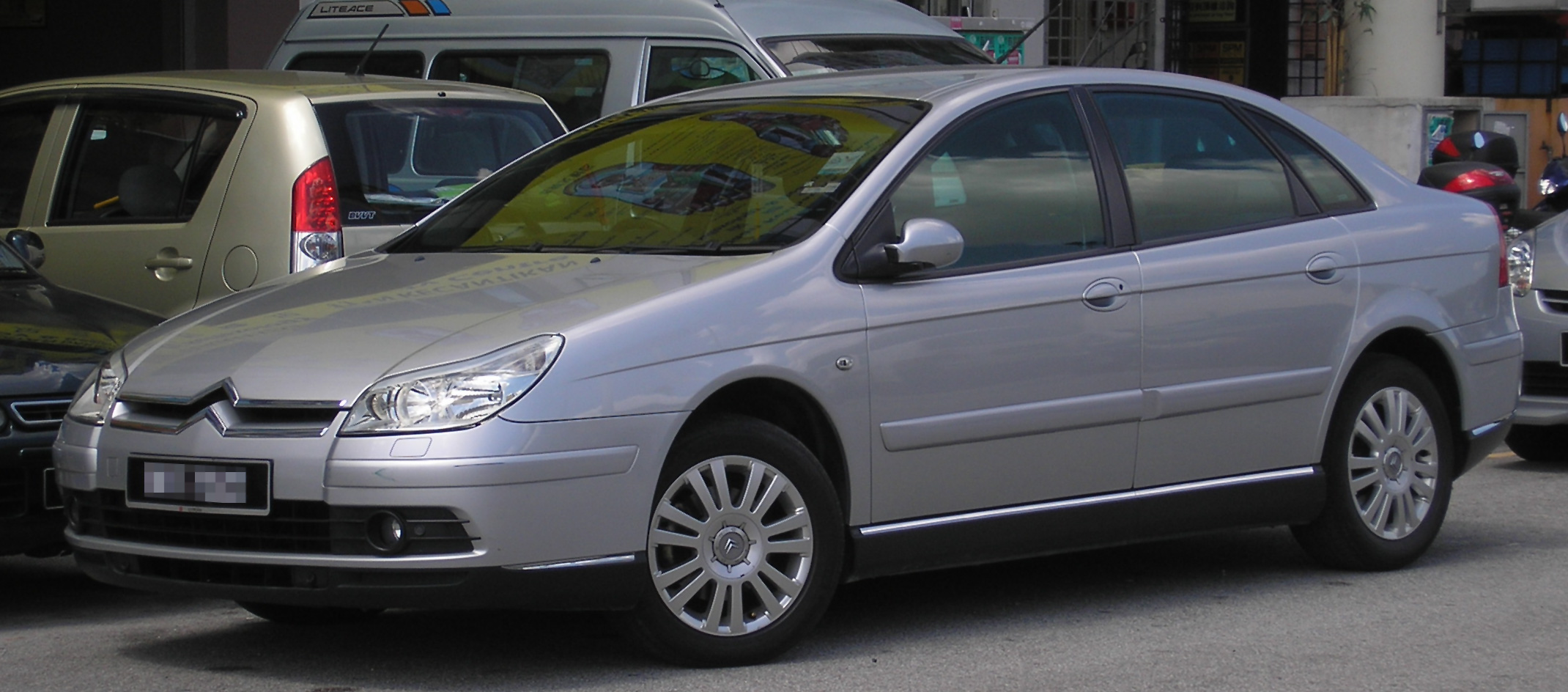
Una C5 berlina prima serie post-restyling

 Meccanicamente le novità furono interessanti, poiché vi fu l'arrivo del 1.6 HDi da 109 CV che sostituì il 2.0 HDi di pari potenza. Venne invece introdotto un 2.0 HDi 16v da 136 CV con FAP in provvisorio affiancamento al 2.2 HDi di pari prestazioni. Invece, il 2.0 a benzina venne rivisitato e portato a 140 CV. Novità anche per i cambi: il manuale a 5 marce venne relegato alle sole 1.8 e 2.0 a benzina, nonché al 1.6 HDi. Invece, il 3 litri V6 ricevette un automatico sequenziale a 6 rapporti, mentre il 2 litri HDi venne equipaggiato con un manuale a 6 marce e il 2.2 litri HDi con un altro automatico sequenziale, stavolta a 4 rapporti. I livelli di allestimento vennero così ridistribuiti: Classique per 1.8 e 2.0 a benzina e per 1.6 e 2.0 HDi; Elegance per il 1.8 a benzina e per tutte le motorizzazioni a gasolio; Exclusive ed Executive (quest'ultimo una novità) per tutta la gamma tranne il 1.8 a benzina e il 1.6 HDi. Vennero infine apportate significative migliorie alla dotazione di sicurezza, tanto da portare la C5 dalle 4 stelle ottenute nel 2001 alle 5 stelle nei test Euro NCAP ottenute nel 2004.
Nel corso del 2005, il 1.8 a benzina venne portato da 117 a 125 CV e venne tolta di produzione la 2.2 HDi, mentre nel 2006 venne introdotto un 2.2 HDi biturbo da 170 CV di potenza massima. Nello stesso anno, le due versioni a gasolio più potenti divennero disponibili anche in un nuovo livello di allestimento denominato VTR. Sempre dal 2006 il 2.0 HDi e il 2.2 HDi ebbero a disposizione anche lo stesso cambio automatico sequenziale a 6 rapporti del 3.0 V6 benzina.
Nel 2007, l'età non più verde del modello e gli interessi della potenziale clientela calamitati oramai dall'imminente lancio della seconda serie portarono alla drastica riduzione della gamma: rimasero in listino il 1.8 a benzina e il 1.6 e 2.0 HDi.
Nella primavera dell'anno seguente, la berlina e la Break vennero sostituite dalla nuova serie.

### Riepilogo caratteristiche
Di seguito vengono riepilogate le caratteristiche delle varie versioni previste per la gamma Citroën C5 Mk1 (2000-2008) prima serie.
| Modello             | Carrozzeria | Motore    | Cilindrata cm³ | Potenza CV/rpm | Coppia Nm/rpm | Cambio/ Nº rapporti | Massa a vuoto (kg) | Velocità max | Acceler. 0–100 km/h | Consumo (l/100 km) | Emissioni CO2 (g/km) | Anni di produzione |
| Versioni a benzina  |             |           |                |                |               |                     |                    |              |                     |                    |                      |                    |
| 1.8 16v             | berlina     | EW7J4     | 1749           | 117/5500       | 160/4000      | M/5                 | 1.290              | 196          | 12"1                | 7,7                | 187                  | 2001-05            |
| 1.8 16v             | berlina     | EW7J4     | 1749           | 125/6000       | 170/3750      | M/5                 | 1.377              | 201          | 11"4                | 7,6                | 180                  | 2005-08            |
| 1.8 16v             | Break       | EW7J4     | 1749           | 117/5500       | 160/4000      | M/5                 | 1.371              | 193          | 13"                 | 7,9                | 180                  | 2001-05            |
| 1.8 16v             | Break       | EW7J4     | 1749           | 125/6000       | 170/3750      | M/5                 | 1.418              | 195          | 11"4                | 7,6                | 187                  | 2005-08            |
| 2.0 16v             | berlina     | EW10J4    | 1997           | 136/6000       | 190/4100      | M/5                 | 1.318              | 208          | 10"8                | 8,3                | 197                  | 2000-04            |
| 2.0 16v             | berlina     | EW10A     | 1997           | 140/6000       | 200/4000      | M/5                 | 1.394              | 210          | 9"1                 | 8                  | 190                  | 2004-07            |
| 2.0 16v             | Break       | EW10J4    | 1997           | 136/6000       | 190/4100      | M/5                 | 1.367              | 203          | 11"                 | 8,4                | 200                  | 2001-04            |
| 2.0 16v             | Break       | EW10A     | 1997           | 140/6000       | 200/4000      | M/5                 | 1.427              | 205          | 9"3                 | 8                  | 190                  | 2004-07            |
| 2.0 16v HPi         | berlina     | EW10D     | 1997           | 140/6000       | 192/4000      | M/5                 | 1.325              | 210          | 10"6                | 7,5                | 177                  | 2000-03            |
| 2.0 16v HPi         | Break       | EW10D     | 1997           | 140/6000       | 192/4000      | M/5                 | 1.374              | 204          | 10"8                | 7,7                | 185                  | 2001-03            |
| 3.0 V6 24v          | berlina     | ES9J4S    | 2946           | 207/6000       | 285/3750      | M/5                 | 1.480              | 240          | 8"2                 | 9,6                | 226                  | 2000-04            |
| 3.0 V6 24v          | berlina     | ES9J4S    | 2946           | 207/6000       | 285/3750      | AS/6                | 1.589              | 230          | 8"6                 | 10                 | 238                  | 2004-07            |
| 3.0 V6 24v          | Break       | ES9J4S    | 2946           | 207/6000       | 285/3750      | M/5                 | 1.522              | 234          | 8"7                 | 9,8                | 245                  | 2000-04            |
| 3.0 V6 24v          | Break       | ES9J4S    | 2946           | 207/6000       | 285/3750      | AS/6                | 1.619              | 227          | 8"8                 | 10                 | 238                  | 2004-07            |
| Versioni a gasolio  |             |           |                |                |               |                     |                    |              |                     |                    |                      |                    |
| 1.6 HDi             | berlina     | DV6TED4   | 1560           | 109/4000       | 240/1750      | M/5                 | 1.424              | 190          | 11"3                | 5,4                | 142                  | 2004-08            |
| 1.6 HDi             | Break       | DV6TED4   | 1560           | 109/4000       | 240/1750      | M/5                 | 1.442              | 186          | 11"5                | 5,5                | 145                  | 2004-08            |
| 2.0 HDi             | berlina     | DW10ATED  | 1997           | 109/4000       | 250/1750      | M/5                 | 1.385              | 192          | 12"5                | 5,6                | 147                  | 2000-04            |
| 2.0 HDi             | Break       | DW10ATED  | 1997           | 109/4000       | 250/1750      | M/5                 | 1.438              | 186          | 13"3                | 6                  | 149                  | 2001-04            |
| 2.0 HDi 16v         | berlina     | DW10TED4  | 1997           | 136/4000       | 320/2000      | M/6                 | 1.486              | 205          | 9"8                 | 6                  | 158                  | 2004-08            |
| 2.0 HDi 16v         | Break       | DW10TED4  | 1997           | 136/4000       | 320/2000      | M/6                 | 1.520              | 200          | 10"                 | 6                  | 158                  | 2004-08            |
| 2.2 HDi             | berlina     | DW12TED4  | 2179           | 136/4000       | 310/2000      | M/5                 | 1.485              | 205          | 10"9                | 6,4                | 168                  | 2000-04            |
| 2.2 HDi             | berlina     | DW12TED4  | 2179           | 136/4000       | 310/2000      | S/4                 | 1.558              | 204          | 11"3                | 7,1                | 160                  | 2004-05            |
| 2.2 HDi             | Break       | DW12TED4  | 2179           | 136/4000       | 310/2000      | M/5                 | 1.518              | 201          | 11"9                | 6,5                | 170                  | 2000-04            |
| 2.2 HDi             | Break       | DW12TED4  | 2179           | 136/4000       | 310/2000      | S/4                 | 1.591              | 200          | 11"6                | 7,1                | 186                  | 2004-05            |
| 2.2 HDi 16v Biturbo | berlina     | DW12BTED4 | 2179           | 170/4000       | 370/1500      | M/6                 | 1.576              | 222          | 8"5                 | 6,1                | 160                  | 2006-07            |
| 2.2 HDi 16v Biturbo | Break       | DW12BTED4 | 2179           | 170/4000       | 370/1500      | M/6                 | 1.610              | 217          | 8"7                 | 6,2                | 165                  | 2006-07            |

## Seconda serie (2008-2017)
Nella primavera del 2008 è stata lanciata la seconda generazione della C5, frutto del progetto X7, completamente rivoluzionata dal punto di vista dello stile e aggiornata anche nei contenuti rispetto alla serie precedente.
Dal 2010 la C5 berlina è stata commercializzata anche nel mercato cinese e nordamericano. Le C5 destinate a questi mercati però differiscono da quelle per il mercato europeo, per allestimento interno, esterno e motorizzazioni.

### Debutto

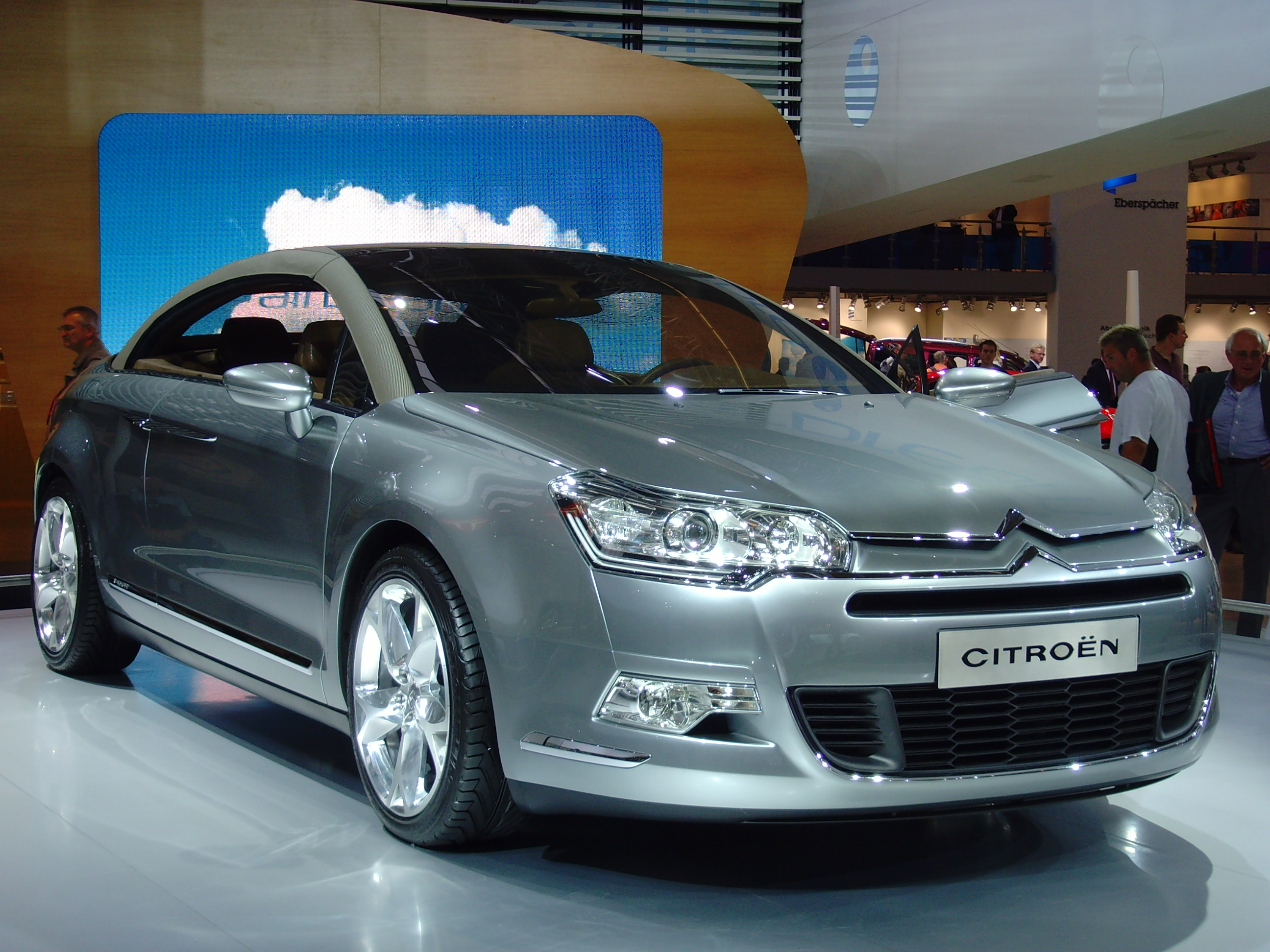
C5 Airscape del 2007

Alla fine del 2007, presso vari Saloni automobilistici, tra cui anche il Motor Show di Bologna, era stata presentata la concept-car C5 Airscape, un'elegante Coupé-Cabriolet che prefigurava quasi del tutto la nuova generazione della C5, in programma durante l'anno seguente, anche se non in configurazione aperta.
La presentazione ufficiale della C5 seconda serie era avvenuta al Salone dell'automobile di Bruxelles del gennaio 2008, mentre la commercializzazione era stata fissata per il mese di maggio.
La nuova C5 viene subito offerta sia in versione berlina che in versione station wagon, con quest'ultima che abbandona la tradizionale denominazione Break, in favore dell'inedita Tourer.

### Design esterno e interno
La seconda generazione della C5 punta ulteriormente ad avvicinarsi alla fascia "premium" del segmento D, e lo fa proponendo in primo luogo un inedito corpo vettura di tipo berlina a tre volumi, più muscoloso e grintoso, più vicino agli standard tedeschi, visto che da sempre nella fascia "premium" dei segmenti D ed E sono le vetture tedesche a farla da padrone.
Stilisticamente la nuova C5 condivide con la vecchia poche soluzioni, tra queste il particolare disegno dei fari anteriori, che sembra un restyling di quelli visti nella precedente C5 post-restyling, ma che qui, complice anche il disegno del resto del corpo vettura, sembra essere più efficace e d'effetto. Per tutto il resto, la vettura è completamente nuova, più grintosa, grazie ai passaruota bombati e più sportiva grazie all'efficace riprofilatura dell'intero corpo vettura, che appare meno spigoloso e più morbido. Alcune soluzioni, come il padiglione arcuato, appaiono riprese invece non tanto dalla scuola tedesca, quanto da un'altra Citroën, vale a dire la C6, l'ammiraglia della Casa. Anche il disegno della coda è assai efficace, e anch'esso ricorda molto da vicino lo styling germanico, in particolare i gruppi ottici, che richiamano alcuni modelli BMW o Audi. Nonostante tutto ciò, però, la seconda generazione della C5 rimane legata al family-feeling della Casa, specie osservandone il frontale, dove è impossibile non notare il grande stemma Citroën che, come in alcuni modelli contemporanei, integra il disegno della calandra. A dispetto del terzo volume della carrozzeria poco pronunciato, si è scelta la soluzione senza portellone.
L'allungamento del passo rispetto alla serie precedente ha costituito motivo di maggior abitabilità interna per la C5. La nuova media francese si pone infatti al vertice della categoria per comfort e spazio interno. Basti pensare che lo stesso corpo vettura è uno dei più larghi della categoria, fatto che migliora notevolmente l'abitabilità interna. Nell'abitacolo si ritrovano altre "chicche" riprese da altre Citroën, come il volante multifunzione con parte centrale fissa, in cui è unicamente la corona a ruotare. Moderno ed elegante il disegno della plancia, ottenibile a richiesta anche con rivestimento in pelle. Molto d'effetto anche il cruscotto a tre strumenti con illuminazione a led. Una delle particolarità più ricercate sta però nella possibilità di regolare i sedili anche a livello delle spalle, una proprietà ancora rara presso le vetture di pari segmento o anche superiori. Si è accennato all'inopportunità della soluzione a quattro porte della C5 berlina poiché non agevola di certo la praticità nel carico bagagli: in effetti il bagagliaio risulta meno capiente rispetto alla precedente C5, pur essendo di forma regolare. Le stesse considerazioni non possono essere fatte invece per la versione Tourer, il cui ampio portellone bagagli permette l'accesso a un grande vano la cui capacità di base è di 505 litri, ampliabili però a 1.490 abbattendo lo schienale posteriore. Come nella vecchia giardinetta, anche in questo caso è possibile regolare l'altezza da terra della vettura per abbassare la soglia di carico e agevolare l'inserimento di oggetti grandi e pesanti.

### Meccanica e motorizzazioni
Mentre le versioni più ricche della nuova C5 montavano di serie la sospensioni Hydractive III+, le versioni di base montavano invece delle sospensioni più tradizionali, con avantreno di tipo MacPherson e retrotreno a traversa in alluminio, bracci longitudinali e triangoli superiori. L'impianto frenante prevede dischi autoventilanti da 330 mm all'avantreno e dischi pieni da 290 mm al retrotreno.
Le motorizzazioni iniziali comprendono tre versioni a benzina della famiglia EW e quattro a gasolio (con tecnologia common rail) della famiglia DW, tutte con distribuzione a 4 valvole per cilindro.
In particolare, essi sono rispettivamente:
- 1.8 16v: 1749 cm³ da 125 CV a 6000 giri/min e 170 Nm a 3750 giri/min;
- 2.0 16v: 1997 cm³ da 140 CV a 6000 giri e 200 N·m a 4000 giri/min;
- 3.0 V6 24v: 2946 cm³ da 211 CV a 6000 giri/min e 290 N·m a 3750 giri/min;
- 1.6 HDi 16v: 1560 cm³ da 110 CV a 4000 giri/min e 250 N·m a 1750 giri/min;
- 2.0 HDi 16v: 1997 cm³ da 136 CV a 4000 giri/min e 330 N·m a 2000 giri/min;
- 2.2 HDi 16v: 2179 cm³ con 170 CV a 4000 giri/min e 370 N·m a 1500 giri/min;
- 2.7 V6 HDi: 2721 cm³ da 204 CV a 4000 giri/min e 440 N·m a 1900 giri/min.

Vale la pena ricordare che il 1.8 16V a benzina è stato proposto unicamente sulla C5 berlina, e non sulla Tourer.
Diverse, a seconda delle motorizzazioni, le varianti di trasmissione abbinate: il 1.8 16v, il 2.0 16v e il 1.6 HDi montano un cambio manuale a 5 marce, mentre quello a 6 marce è accoppiato ai motori 2.0 HDi e 2.2 HDi. Per quanto riguarda le due versioni di punta, il 3.0 V6 a benzina e il 2.7 HDi diesel, essi montano un cambio automatico-sequenziale a 6 rapporti.

### Equipaggiamento e allestimenti

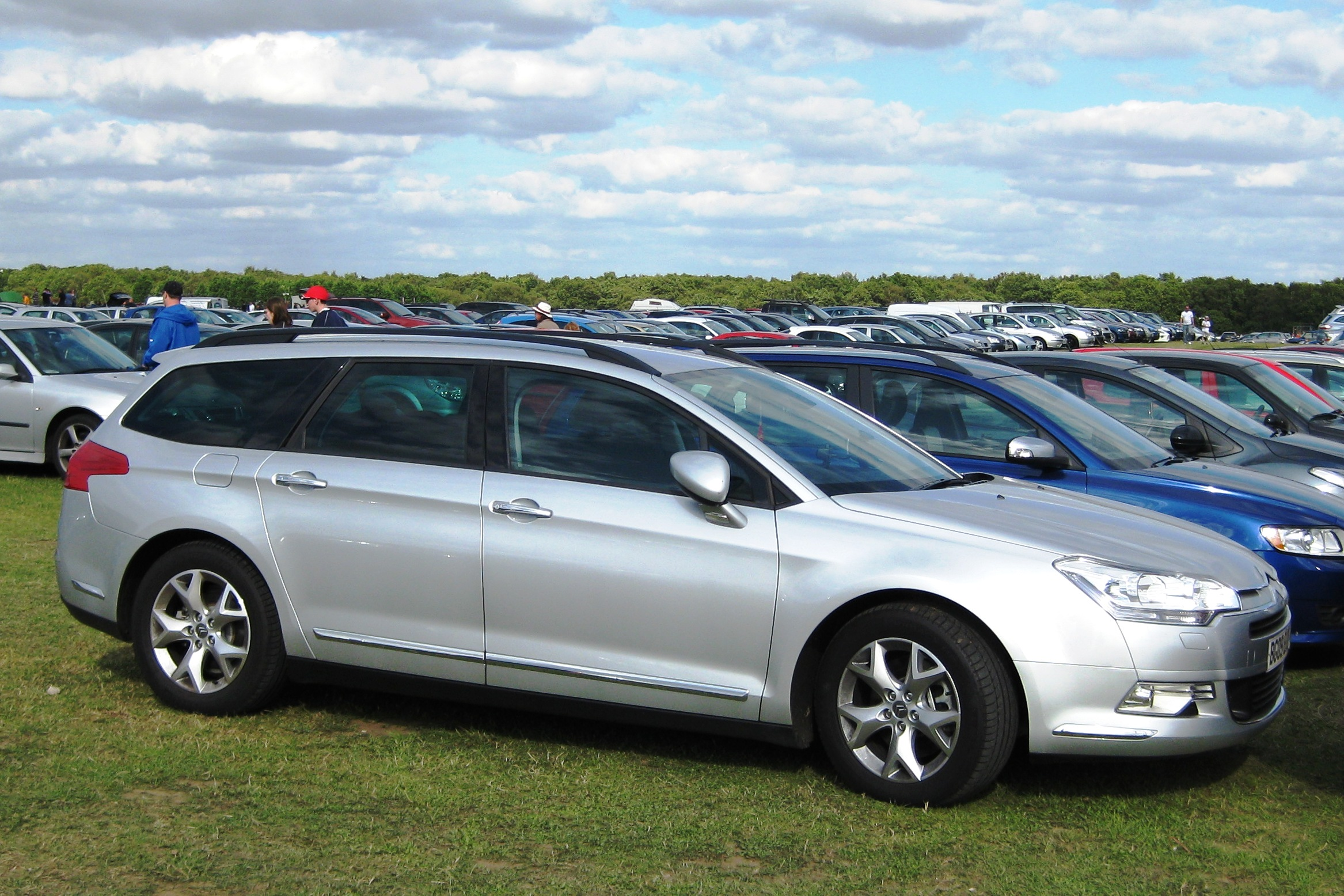
Una C5 Tourer, la versione station wagon della C5 seconda serie

L'equipaggiamento della C5 è di primissimo livello: la ricca dotazione è stata mutuata in gran parte dalla C6 e comprende di serie per tutta la gamma: ABS, doppio airbag, airbag per la testa, laterali e per le ginocchia, climatizzatore, ESP, controllo trazione, fendinebbia, divano posteriore sdoppiabile, vetri elettrici sulle quattro porte ed Easy Parking System, un sistema che valuta lo spazio dove si ha intenzione di parcheggiare l'auto e conferma o meno se il parcheggio sia fattibile o no. Un inspiegabile passo indietro nella dotazione di serie si ha comunque: le sospensioni idropneumatiche, qui giunte a un nuovo aggiornamento, denominato Hydractive III+, sono di serie solo nelle versioni più ricche e non nell'intera gamma. Tali sospensioni possono essere regolate in rigidità e in altezza da terra.
Al suo debutto, la seconda serie della C5 è stata proposta in quattro livelli di allestimento, differenti tra loro per la dotazione:
- Base: solo per la 1.8 16v e la 1.6 HDi, e comprendente la dotazione di serie già descritta e in comune con gli altri livelli di allestimento;
- Dynamique: disponibile per tutte le motorizzazioni ad eccezione della 3.0 V6, questo livello di allestimento comprende di serie quanto già visto per il livello base, con in più l'autoradio, i cerchi in lega e gli specchietti retrovisori esterni ripiegabili elettricamente;
- Exclusive: disponibile per tutte le motorizzazioni ad eccezione della 1.8 16v e la 1.6 HDi, il livello Exclusive prevedeva di serie quanto previsto per il livello Dynamique più le sospensioni Hydractive III+, i sedili regolabili elettricamente e i sensori di parcheggio;
- Business: il livello di allestimento più ricco della gamma C5 Mk2 era disponibile per le stesse motorizzazioni per le quali era disponibile anche il livello Exclusive. Il livello Business prevedeva anche il navigatore satellitare oltre a quanto già presente di serie nei livelli inferiori.

La lista optional non era per la verità eccessivamente nutrita, ma ciò era dovuto principalmente al fatto che la gamma C5 offriva una dotazione soddisfacente fin dai livelli di allestimento meno dotati, se si eccettua il fatto che, come già detto, si sia scelto di non dotare tutta la gamma delle sospensioni Hydractive III+. Basti pensare che l'unico optional comune a tutta la gamma era la vernice metallizzata.
Di seguito un elenco degli optional disponibili:
- Tetto in vetro (apribile per la berlina, panoramico per la Tourer)
- Fari bixeno orientabili in curva
- Antifurto
- ASL (avviso di superamento linea carreggiata)
- Interni in pelle beige o nera con sedili riscaldati e sedile di guida con massaggio lombare (tranne che per le versioni base)
- Navigatore satellitare (per Dynamique ed Exclusive)
- Sensori di parcheggio (per Dynamique)
- Autoradio (per base)
- Hi-fi della ditta Dolby Surround
- Cerchi in lega da 17, 18 o 19 pollici

### Evoluzione in Europa
Con la gamma d'esordio, la produzione della C5 seconda serie è andata avanti fino a buona parte del 2009. Durante tale anno, però, vi sono stati i primi aggiornamenti: la C5 2.2 HDi e la C5 2.7 HDi vengono tolte dal listino. Al posto della versione maggiore viene introdotto il nuovo motore 3.0 V6 HDi, derivato dal precedente 2.7 V6, sviluppato anch'esso in collaborazione con il Gruppo Ford e montato anche sui modelli Jaguar, grazie alla sua potenza di 241 CV che ne ha permesso l'applicazione anche sui prestigiosi modelli della Casa britannica. Le versioni equipaggiate con la motorizzazione 3.0 HDi sono riconoscibili per i doppi scarichi cromati integrati nel paraurti posteriore e per l'impianto frenante maggiorato. Nello stesso anno, la C5 2.0 HDi si è sdoppiata in due varianti: quella equipaggiata con cambio manuale a 6 marce ha visto la sua potenza aumentare leggermente e passare a 140 CV, mentre quella con cambio automatico a 6 rapporti è rimasta invariata a 136 CV.
La dotazione di serie viene ridotta e non sono più disponibili nemmeno come optional né il pack lumiere (striscia di led sotto la plancia) né le luci di cortesia sotto ai sedili anteriori. I vetri laterali stratificati di serie sulle versioni top di gamma ora sono montati solo anteriormente, mentre prima lo erano anche sulle porte posteriori. Nuovi invece i sistemi multimediali: non più disponibile il Navidrive RT5 che lascia il posto al nuovo sistema Myway (di serie per alcune versioni) o al Navidrive 3D NG4 optional.
Nel 2010 la gamma motori è stata aggiornata con nuove motorizzazioni Euro 5: sul fronte benzina, il 3 litri V6 è stato tolto dal listino, mentre il 1.6 Turbo THP Prince da 156 CV, derivato da quello già montato su altri modelli del Gruppo PSA nonché sulle Mini del nuovo millennio, è andato a sostituire il 2 litri a benzina da 140 CV. Per quanto riguarda i diesel, invece, si sono avuti diversi nuovi aggiornamenti: prima di tutto, il 2.0 HDi è stato proposto unicamente con il cambio manuale a 6 marce, mentre ha fatto il suo debutto il nuovo 2.0 HDi con potenza di 163 CV proposto sia con il cambio manuale a 6 marce, sia con quello automatico a 6 rapporti. Inoltre, la potenza del 1.6 HDi è stata leggermente innalzata da 109 a 111 CV. Alla fine del mese di ottobre dello stesso anno, c'è stato un lieve aggiornamento estetico, visibile nel frontale, che ora monta gruppi ottici con luci diurne e di posizione a led integrate, e nella coda, dove le plastiche dei fari posteriori degli indicatori di direzione e delle luci di retromarcia sono ora trasparenti e non più rosati. Internamente il tessuto che riveste la parte centrale dei sedili misto pelle-tessuto viene esteso anche alla parte centrale del poggiatesta. In occasione di tale aggiornamento, hanno inoltre debuttato il 1.6 Prince aspirato da 120 CV, che sostituisce il 1.8 da 125 CV, e il 1.6 e-HDi, simile al normale 1.6 HDi, ma con in più il sistema Stop&Start di ultima generazione. Contemporaneamente è stato introdotto un nuovo 2.2 HDi bi-turbo, derivato dalla precedente unità da 170 CV, non più in listino da tempo, ma con potenza innalzata a ben 204 CV. Tale motorizzazione va a inserirsi nel vuoto lasciato tra il 3.0 HDi da 241 CV e il 2.0 HDi da 163 CV. Novità anche per quanto riguarda gli allestimenti: spariscono i due livelli più bassi (base e Dynamique) per far posto a due nuovi livelli denominati Attraction e Seduction. Inoltre ne viene introdotto uno nuovo, denominato Executive, e che sta al top della gamma.
Pochi gli aggiornamenti nel 2011, mentre durante la seconda metà del 2012 si hanno dei leggerissimi ritocchi estetici, tra cui spicca il nuovo logo più arrotondato e i loghi posteriori più moderni, ora in linea con quelli delle sorelle più recenti. Esordiscono nuovi cerchi in lega da 17 pollici e una nuova verniciatura marrone. Internamente cambia il rivestimento in tessuto dei sedili misto pelle-tessuto. Per quanto riguarda la dotazione si ha invece l'arrivo di un nuovo sistema multimediale denominato RT6 e per la Tourer la possibilità di integrarlo con la telecamera posteriore per la retromarcia.
Fino al 2014 non vi furono vere e proprie novità, a parte l'uscita dai listini (in Italia, nel 2013) delle motorizzazioni Prince a benzina e alla fine dello stesso anno, ma stavolta in tutta Europa, della 3.0 V6 HDI da ben 240 CV, in quest'ultimo caso ponendo fine alla storia dei motori sei cilindri nel Gruppo PSA.

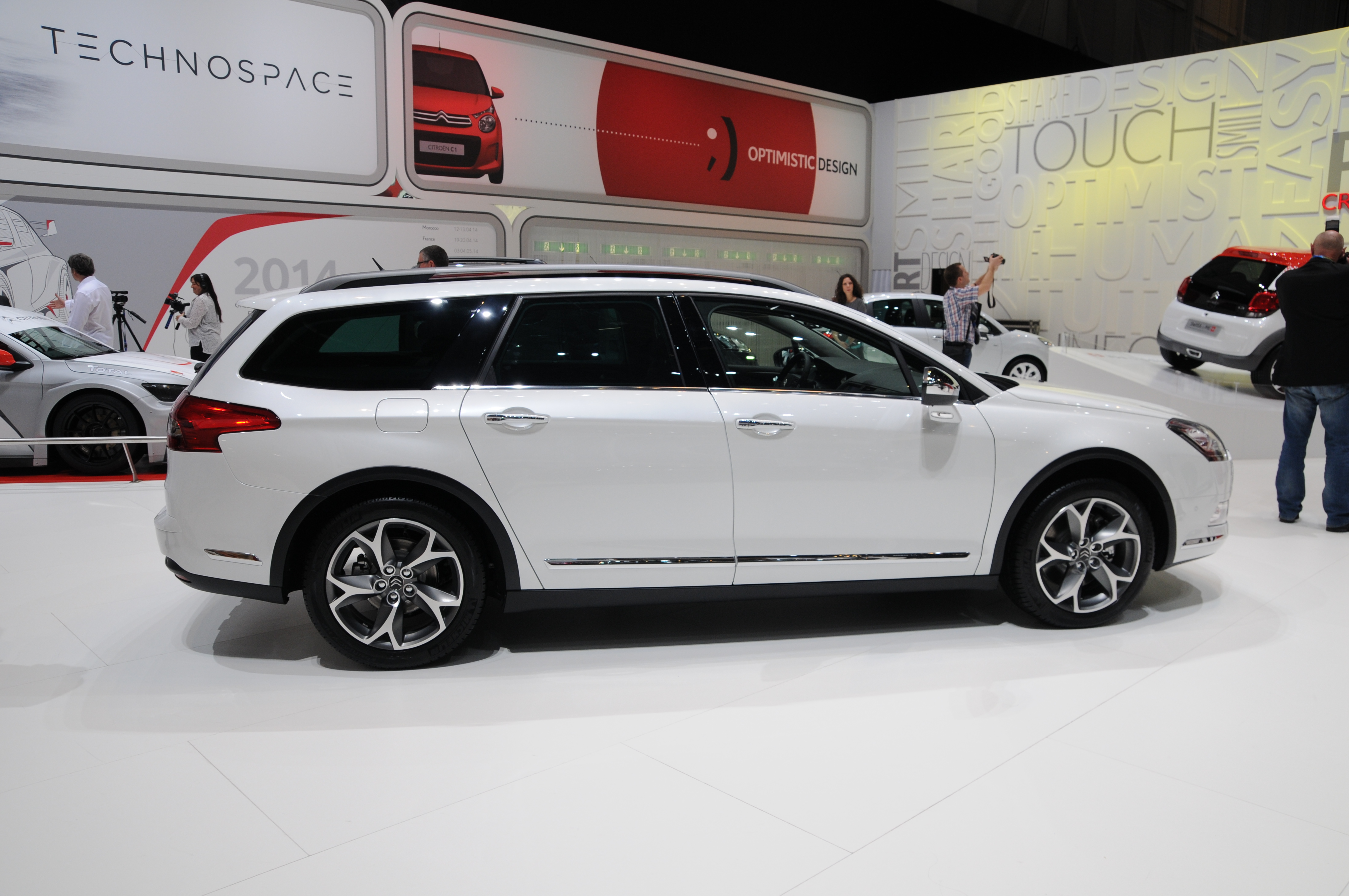
Una C5 Cross Tourer

Ma nell'anno successivo la gamma della C5 Tourer si arricchisce con l'arrivo della versione Cross Tourer, una versione nata sull'onda del consenso suscitato dalle station wagon impostate in stile simil-fuoristrada (Audi A4 Allroad, Volvo XC70, Opel Insignia Country Tourer ecc). Analogamente a tali modelli, la C5 Cross Tourer propone passaruota e minigonne in plastica grezza, un assetto rialzato di 15 mm (ma comunque gestibile eventualmente grazie alle sospensioni idropneumatiche disponibili come optional e all'Intelligent Traction Control) e barre portatutto con verniciatura grigio opaco. Due le motorizzazioni disponibili in Italia al debutto, entrambe a gasolio: il 2 litri da 163 CV e il 2.2 a doppia sovralimentazione da 204 CV.
La presentazione della C5 Cross Tourer avviene al Salone dell'automobile di Ginevra del 2014, ma la commercializzazione inizia solo alla fine di giugno dello stesso anno. Nel giugno del 2015 si ha una completa rivisitazione della gamma con una drastica riduzione delle motorizzazioni: tutti i motori a benzina spariscono dai listini, mentre sul fronte dei diesel vengono introdotte le versioni 2.0 BlueHDi da 150 e 180 CV che vanno a sostituire tutti i motori a gasolio esistenti in precedenza. Viene introdotto, inoltre, un nuovo colore per la carrozzeria, dei nuovi cerchi da 17 e 18 pollici e un nuovo sistema multimediale da 7 pollici con navigatore 3D, supporto Bluetooth e USB, riconoscibile per la presenza di un numero inferiore di tasti sulla plancia. Nel 2016, poi, la C5 Cross Tourer viene ribattezzata come C5 Tourer XTR.
La produzione della seconda generazione della C5 per il mercato europeo cessa il 1º giugno del 2017, quando dallo stabilimento PSA di Rennes-la-Janais è uscito l'ultimo esemplare di questa vettura, un esemplare di C5 Tourer dotato, tra le altre dotazioni, di sospensioni Idrattiva H3+. Quest'auto è non solo l'ultima C5, ma anche l'ultima auto dotata di sospensioni idropneumatiche Idrattiva, che non saranno più usate sulle Citroën, venendo sostituite da sistemi alternativi.
L'eredità della C5 viene raccolta quattro anni più tardi dalla C5 X, che in realtà andrà a sostituire solo la versione station wagon (e in particolare la Cross Tourer, date le caratteristiche da crossover del nuovo modello), mentre la berlina, ritenuta poco redditizia, rimarrà senza eredi.

### La Citroën C5 cinese

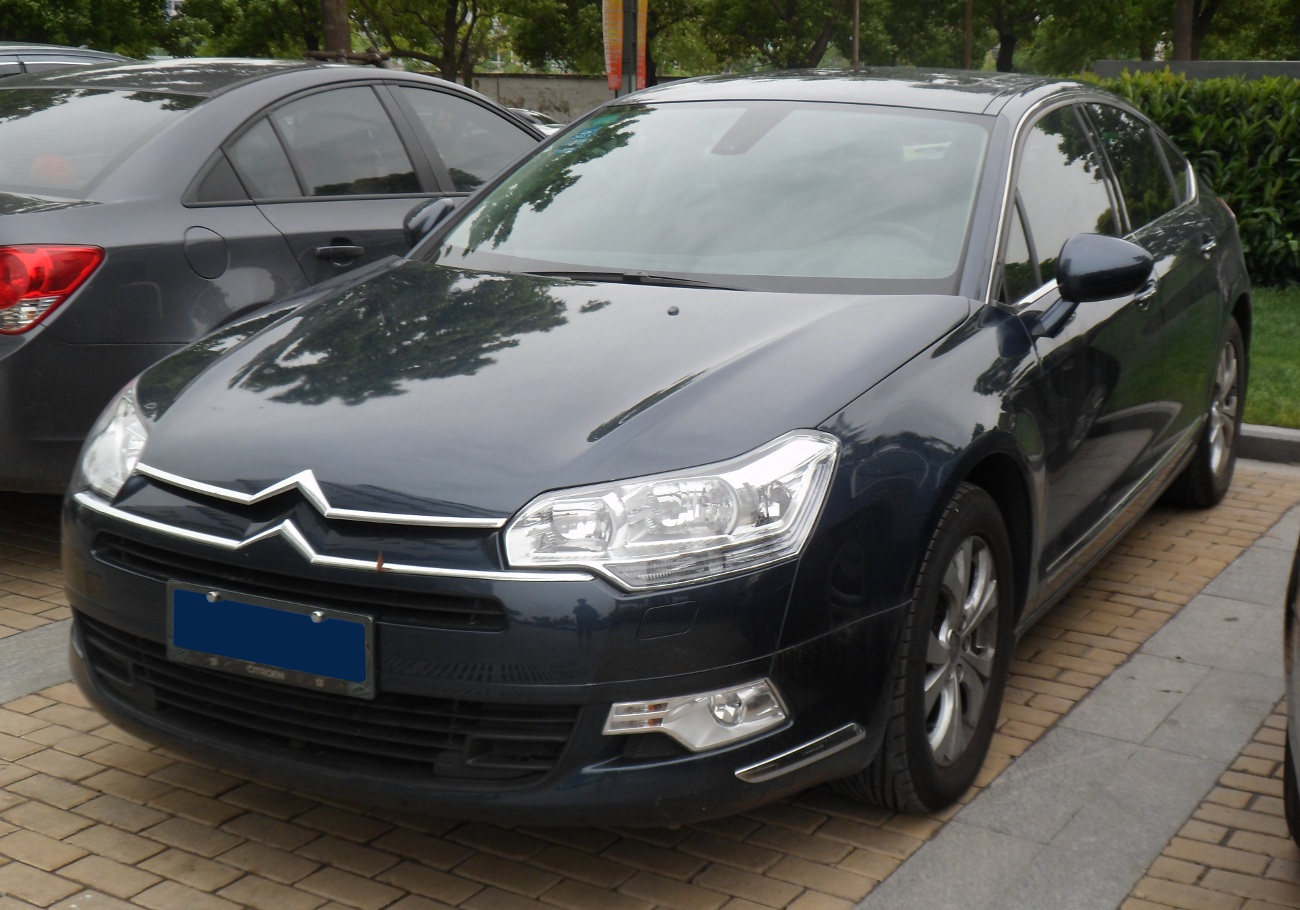
Una C5 cinese antecedente al restyling del 2013

Dai primi mesi del 2010 la C5 è stata messa in vendita anche per il mercato cinese. Le differenze riguardano non solo i motori, ma anche il reparto sospensioni, gli allestimenti interni ed esterni.
Le motorizzazioni della C5 cinese comprendono tre versioni a benzina. In particolare, essi sono rispettivamente:
- 2.0 16V: 1997 da 147 CV a 6000 giri/min e 200 Nm a 4000 giri/min;
- 2.3 16V: 2300 da 172 CV a 5875 giri/min e 230 Nm a 4150 giri/min;
- 3.0 V6 24V: 2946  da 221 CV a 6000 giri/min e 300 Nm a 3750 giri/min;

La motorizzazione 2.0 16v era equipaggiata con un cambio manuale a 5 rapporti o come optional un automatico a 4 rapporti. Le motorizzazioni 2.3 16V e 3.0 V6 24V invece erano disponibili solo con un cambio automatico a 6 rapporti. Le sospensioni sono solo di tipo tradizionale e non è disponibile la sospensione idrattiva 3. Esternamente, differiscono dalla versione europea per piccoli dettagli: il profilo dei finestrini laterali è cromato, come nella versione europea, ma non si limita solo alla parte bassa ma continua anche nella parte alta, dando più eleganza e slancio alla vettura, soprattutto nella vista laterale. I terminali di scarico sono cromati e in vista, a differenza delle versioni europee dove sono nascosti tranne che per le motorizzazioni 2.2 HDi 204 CV e 3.0 HDi 241 CV. La griglia del radiatore anteriore poi ha un disegno leggermente diverso. Internamente differiscono per le poltrone che hanno forma diversa da quelle europee e, per il passeggero posteriore che siede a destra, tramite un comodo tasto può spostare in avanti il sedile del passeggero anteriore per avere più spazio per le gambe (dispositivo già visto sulla C6); per i pannelli porta e per il cruscotto che hanno grossi inserti in materiali plastici in alcune versioni che imitano la radica. Gli inserti dei maniglioni interni di chiusura delle porte, inoltre, su alcuni allestimenti sono cromati. Differente è anche il poggiabraccio centrale posteriore. È disponibile anche un sistema di intrattenimento composto da due schermi integrati nei poggiatesta dei sedili anteriori.

#### Evoluzione in Cina

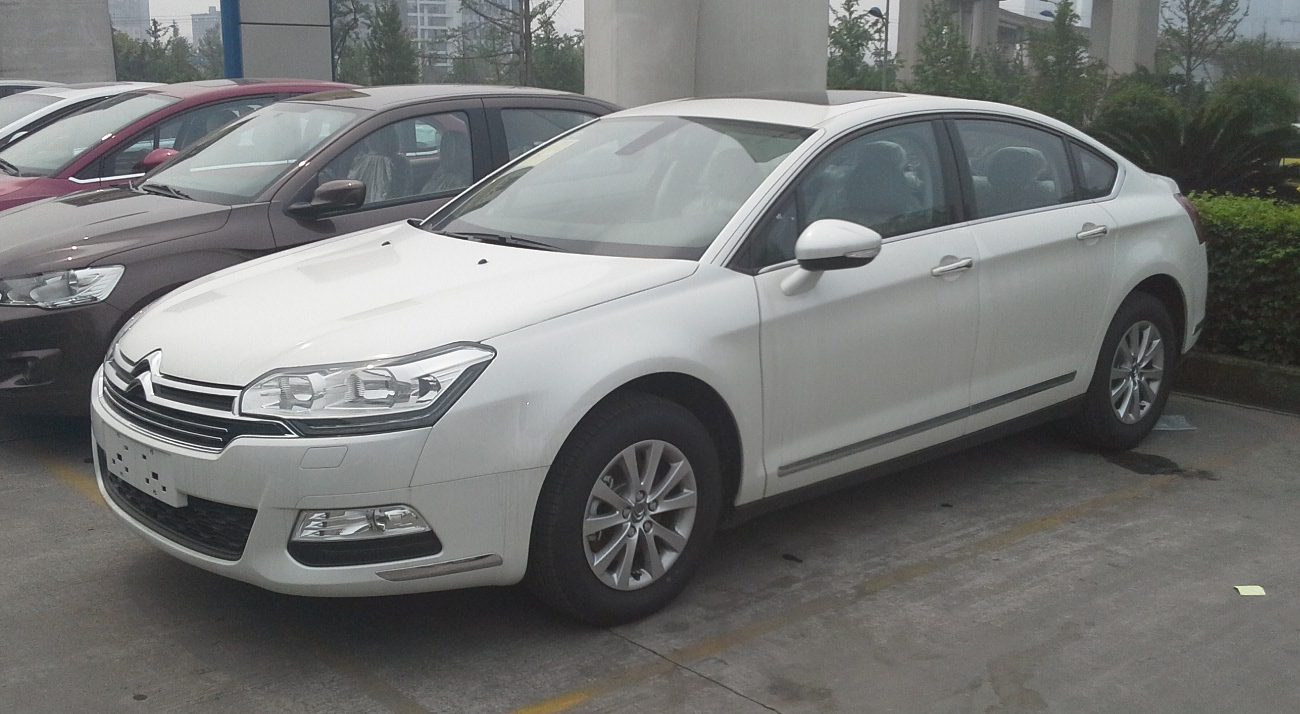
Una C5 cinese dopo il restyling del 2013

Nel 2013 la versione per il mercato cinese ha subito un aggiornamento esterno e interno. Esternamente sono stati aggiornati i fari anteriori ora con luce diurna a led, ridisegnato il paraurti anteriore che ora ha lo chevron separato, una nuova griglia radiatore e nuovi fari fendinebbia. Nuovi anche gli specchietti retrovisori che ora inglobano nella calotta l'indicatore di direzione laterale che prima restava alla base dello specchio come per tutte le versioni europee. Novità rilevanti anche al posteriore dove sono stati ridisegnati i fanali che ora hanno un design più ricercato. Nuovo è anche il sottoparaurti in plastica nera e la striscia cromata che percorre tutto il paraurti.
Internamente è stata ridisegnata la consolle centrale che pur mantenendo gli stessi ingombri sembra più imponente. Rivestita in materiale plastico verniciato, ora ha due portaoggetti chiusi da uno sportello (prima era la stessa consolle del modello europeo che a seconda del navigatore montato non aveva nessun portaoggetti, oppure uno solo aperto, o uno chiuso) e dietro alla leva del cambio due comodi porta bicchieri. Nuova è anche la chiave per l'apertura e messa in moto del veicolo.

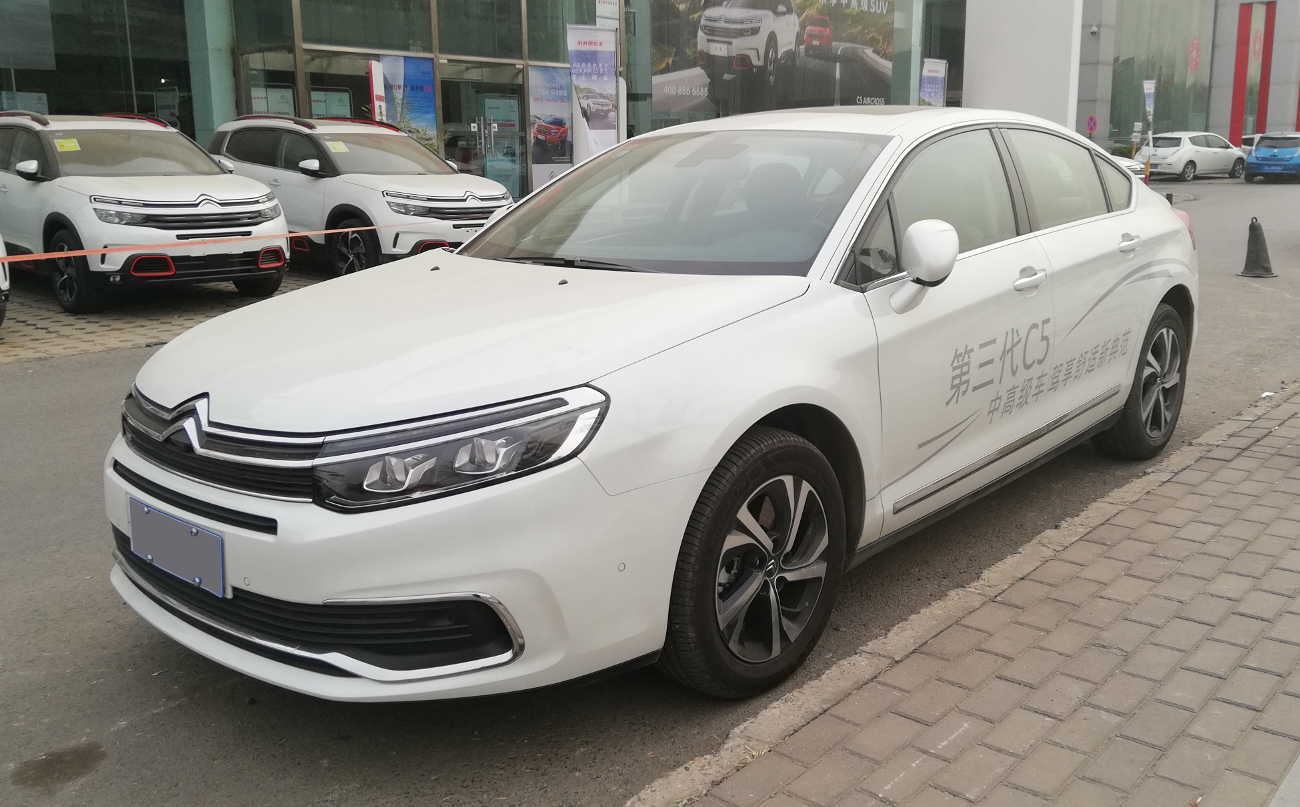
La C5 cinese dopo il restyling del 2017

Nel 2017 la C5 cinese, che nel frattempo continua la sua carriera anche dopo che la versione europea è uscita di produzione, subisce un restyling deciso, che ne cambia radicalmente l'aspetto, ora ispirato ai più recenti prodotti del marchio, come la C6 cinese. Esternamente l'auto presenta un frontale inedito, con una calandra anteriore più grande e attraversata da una barra cromata contenente il double chevron, dei nuovi fari più sottili e lunghi e un nuovo paraurti. Lateralmente debuttano nuovi cerchi, mentre al posteriore debuttano due nuovi fari di dimensioni maggiori, un portellone ridisegnato e un paraurti dotato di un inedito diffusore posteriore. Completamente nuovi gli interni, interamente ridisegnati e che, tra le tante cose, hanno: un nuovo volante a tre razze con comandi integrati di disegno più convenzionale, una nuova strumentazione digitale da 12,3 pollici, delle nuove bocchette per l'aria, un nuovo sistema multimediale a forma di tablet sospeso nella plancia con alcuni comandi sotto di esso, un clima automatico e un tunnel centrale con freno elettronico integrato completamente ridisegnati. Inediti anche sedili, materiali per gli interni e pannelli porta. I motori disponibili sono due: un 1.6 THP turbocompresso da 167 CV e un 1.8 THP da 204 CV, abbinati entrambi a un cambio automatico a 6 marce.

#### Fine produzione in Cina
La produzione della C5 in Cina cessa nell'ottobre 2020 per essere sostituita dalla C5 X in maniera analoga a quanto previsto per i mercati europei, non più berlina ma un unico modello con carrozzeria simile a un incrocio fra giardinetta e crossover, venendo prodotta esclusivamente in Cina.

### Riepilogo caratteristiche
Di seguito vengono riepilogate le caratteristiche delle varie versioni previste per la gamma della C5 seconda serie in Europa:
| Modello                                                                                  | Carrozzeria           | Motore               | Cilindrata cm³ | Alimentazione                                | Potenza CV/rpm | Coppia Nm/rpm  | Cambio/ Nº rapporti | Massa a vuoto (kg) | Velocità max | Acceler. 0–100 km/h | Consumo (l/100 km) | Emissioni CO2 (g/km) | Anni di produzione |
| Versioni a benzina                                                                       |                       |                      |                |                                              |                |                |                     |                    |              |                     |                    |                      |                    |
| 1.6 VTi                                                                                  | berlina               | EP6                  | 1598           | Iniezione elettronica                        | 120/6000       | 160/4250       | MP/6                | 1.466              | 198          | 12"2                | 6,4                | 149                  | 10/2010-06/20151   |
| 1.6 VTi                                                                                  | Tourer                | EP6                  | 1598           | Iniezione elettronica                        | 120/6000       | 160/4250       | MP/6                | 1.498              | 194          | 12"9                | 6,4                | 149                  | 10/2010-06/20151   |
| 1.6 THP                                                                                  | berlina               | EP6DT                | 1598           | Iniezione + turbocompressore                 | 156/6000       | 240/ 1400-5000 | M/6                 | 1.471              | 210          | 9"5                 | 7,1                | 167                  | 04/2009-06/20151   |
| 1.6 THP                                                                                  | Tourer                | EP6DT                | 1598           | Iniezione + turbocompressore                 | 156/6000       | 240/ 1400-5000 | M/6                 | 1.503              | 210          | 10"                 | 7,2                | 169                  | 04/2009-06/20151   |
| 1.8 16v                                                                                  | berlina               | EW7J4                | 1749           | Iniezione elettronica                        | 125/6000       | 170/3750       | M/5                 | 1.510              | 200          | 11"                 | 7,9                | 188                  | 2008-10            |
| 2.0 16v                                                                                  | berlina               | EW10A                | 1997           | Iniezione elettronica                        | 140/6000       | 200/4000       | M/5                 | 1.521              | 210          | 9"7                 | 8,4                | 198                  | 2008-09            |
| 2.0 16v                                                                                  | Tourer                | EW10A                | 1997           | Iniezione elettronica                        | 140/6000       | 200/4000       | M/5                 | 1.578              | 206          | 10"1                | 8,5                | 200                  | 2008-09            |
| 3.0 V6 24v                                                                               | berlina               | ES9/A                | 2946           | Iniezione elettronica                        | 211/6000       | 290/3750       | AS/6                | 1.725              | 224          | 9"2                 | 10,5               | 248                  | 2008-09            |
| 3.0 V6 24v                                                                               | Tourer                | ES9/A                | 2946           | Iniezione elettronica                        | 211/6000       | 290/3750       | AS/6                | 1.761              | 222          | 9"4                 | 10,6               | 250                  | 2008-09            |
| Versioni diesel                                                                          |                       |                      |                |                                              |                |                |                     |                    |              |                     |                    |                      |                    |
| 1.6 HDi                                                                                  | berlina               | DV6TED4              | 1560           | Turbodiesel Iniezione diretta common rail    | 109/4000       | 240/1500       | M/5                 | 1.503              | 191          | 12"2                | 5,6                | 149                  | 2008-09            |
| 1.6 HDi                                                                                  | berlina               | DV6C                 | 1560           | Turbodiesel Iniezione diretta common rail    | 112/3600       | 240/1500       | M/5                 | 1.506              | 190          | 13"4                | 5                  | 129                  | 2010-12            |
| 1.6 HDi                                                                                  | berlina               | DV6C                 | 1560           | Turbodiesel Iniezione diretta common rail    | 114/3600       | 254/1500       | M/5                 | 1.506              | 190          | 13"4                | 4,6                | 120                  | 2013-15            |
| 1.6 HDi                                                                                  | Tourer                | DV6TED4              | 1560           | Turbodiesel Iniezione diretta common rail    | 109/4000       | 240/1500       | M/5                 | 1.537              | 188          | 12"5                | 5,7                | 150                  | 2008-09            |
| 1.6 HDi                                                                                  | Tourer                | DV6C                 | 1560           | Turbodiesel Iniezione diretta common rail    | 112/3600       | 240/1500       | M/5                 | 1.538              | 190          | 14"                 | 5                  | 129                  | 2010-12            |
| 1.6 HDi                                                                                  | Tourer                | DV6C                 | 1560           | Turbodiesel Iniezione diretta common rail    | 114/3600       | 254/1500       | M/5                 | 1.538              | 190          | 14"                 | 4,6                | 120                  | 2013-15            |
| 1.6 e-HDi                                                                                | berlina               | DV6TED4 + Start&Stop | 1560           | Turbodiesel Iniezione diretta common rail    | 111/3600       | 240/1500       | MP/6                | 1.525              | 190          | 13"4                | 4,8                | 125                  | 2010-12            |
| 1.6 e-HDi                                                                                | berlina               | DV6C                 | 1560           | Turbodiesel Iniezione diretta common rail    | 114/3600       | 254/1500       | MP/6                | 1.525              | 190          | 13"4                | 4,3                | 111                  | 2013-15            |
| 1.6 e-HDi                                                                                | Tourer                | DV6TED4 + Start&Stop | 1560           | Turbodiesel Iniezione diretta common rail    | 111/3600       | 240/1500       | MP/6                | 1.540              | 190          | 13"6                | 4,8                | 125                  | 2010-12            |
| 1.6 e-HDi                                                                                | Tourer                | DV6C                 | 1560           | Turbodiesel Iniezione diretta common rail    | 114/3600       | 254/1500       | MP/6                | 1.540              | 190          | 13"6                | 4,3                | 111                  | 2013-15            |
| 2.0 HDi (140CV)                                                                          | berlina               | DW10TED4             | 1997           | Turbodiesel Iniezione diretta common rail    | 136/4000       | 340/2000       | M/6                 | 1.608              | 204          | 10"6                | 6                  | 157                  | 2008-09            |
| 2.0 HDi (140CV)                                                                          | berlina               | DW10TED4             | 1997           | Turbodiesel Iniezione diretta common rail    | 140/4000       | 320/2000       | M/6                 | 1.608              | 205          | 10"6                | 5,8                | 198                  | 2009-15            |
| 2.0 HDi (140CV)                                                                          | Tourer                | DW10TED4             | 1997           | Turbodiesel Iniezione diretta common rail    | 136/4000       | 340/2000       | M/6                 | 1.655              | 200          | 10"9                | 6,1                | 160                  | 2008-09            |
| 2.0 HDi (140CV)                                                                          | Tourer                | DW10TED4             | 1997           | Turbodiesel Iniezione diretta common rail    | 140/4000       | 320/2000       | M/6                 | 1.655              | 200          | 10"9                | 5,9                | 201                  | 2009-15            |
| 2.0 HDi (163CV)                                                                          | berlina               | DW10C                | 1997           | Turbodiesel Iniezione diretta common rail    | 163/3750       | 340/2000       | M/6                 | 1.563              | 210          | 9"9                 | 5,3                | 139                  | 2010-15            |
| 2.0 HDi (163CV)                                                                          | Tourer e Cross Tourer | DW10C                | 1997           | Turbodiesel Iniezione diretta common rail    | 163/3750       | 340/2000       | M/6                 | 1.595              | 210          | 10"3                | 5,3                | 139                  | 2010-15            |
| 2.0 BlueHDi (150CV)                                                                      | berlina               | DW10FD               | 1997           | Turbodiesel Iniezione diretta common rail    | 150/4000       | 370/2000       | M/6                 | 1.540              | 214          | 9"4                 | 4,1                | 106                  | 2015-17            |
| 2.0 BlueHDi (150CV)                                                                      | Tourer e Cross Tourer | DW10FD               | 1997           | Turbodiesel Iniezione diretta common rail    | 150/4000       | 370/2000       | M/6                 | 1.575              | 211          | 9"6                 | 4,2                | 110                  | 2015-17            |
| 2.0 BlueHDi (180CV)                                                                      | berlina               | DW10FC               | 1997           | Turbodiesel Iniezione diretta common rail    | 180/3750       | 400/2000       | AS/6                | 1.620              | 222          | 8"7                 | 4,4                | 114                  | 2015-17            |
| 2.0 BlueHDi (180CV)                                                                      | Tourer e Cross Tourer | DW10FC               | 1997           | Turbodiesel Iniezione diretta common rail    | 180/3750       | 400/2000       | AS/6                | 1.655              | 219          | 8"8                 | 4,4                | 114                  | 2015-17            |
| 2.2 HDi (170CV)                                                                          | berlina               | DW12BTED4            | 2179           | Bi-Turbodiesel iniezione diretta common rail | 170/4000       | 370/1500       | M/6                 | 1.729              | 219          | 9"2                 | 6,5                | 172                  | 2008-09            |
| 2.2 HDi (170CV)                                                                          | Tourer                | DW12BTED4            | 2179           | Bi-Turbodiesel iniezione diretta common rail | 170/4000       | 370/1500       | M/6                 | 1.765              | 216          | 9"4                 | 6,6                | 175                  | 2008-09            |
| 2.2 HDi (204CV)                                                                          | berlina               | DW12BTED4            | 2179           | Bi-Turbodiesel iniezione diretta common rail | 204/3500       | 450/2000       | AS/6                | 1.731              | 230          | 8"3                 | 6,1                | 159                  | 2010-15            |
| 2.2 HDi (204CV)                                                                          | Tourer e Cross Tourer | DW12BTED4            | 2179           | Bi-Turbodiesel iniezione diretta common rail | 204/3500       | 450/2000       | AS/6                | 1.767              | 225          | 8"6                 | 6,1                | 159                  | 2010-15            |
| 2.7 HDi                                                                                  | berlina               | DT17                 | 2720           | Bi-Turbodiesel iniezione diretta common rail | 204/4000       | 435/1900       | AS/6                | 1.766              | 224          | 8"9                 | 8,5                | 225                  | 2008-09            |
| 2.7 HDi                                                                                  | Tourer                | DT17                 | 2720           | Bi-Turbodiesel iniezione diretta common rail | 204/4000       | 435/1900       | AS/6                | 1.802              | 222          | 9"1                 | 8,5                | 225                  | 2008-09            |
| 3.0 HDi                                                                                  | berlina               | DT20C                | 2993           | Bi-Turbodiesel iniezione diretta common rail | 241/3800       | 450/1600       | AS/6                | 1.766              | 240          | 7"9                 | 7,2                | 189                  | 2009-13            |
| 3.0 HDi                                                                                  | Tourer                | DT20C                | 2993           | Bi-Turbodiesel iniezione diretta common rail | 241/3800       | 450/1600       | AS/6                | 1.802              | 239          | 7"9                 | 7,2                | 189                  | 2009-13            |
| Legenda cambi: M=cambio manuale / MP=cambio manuale pilotato / AS=automatico-sequenziale |                       |                      |                |                                              |                |                |                     |                    |              |                     |                    |                      |                    |
| Note: 1Le versioni a benzina scompaiono dal listino italiano nel febbraio 2013           |                       |                      |                |                                              |                |                |                     |                    |              |                     |                    |                      |                    |